# Partenonul
Partenonul (Parthenon, în greaca veche: Παρθενών) este templul dedicat zeiței Athena Parthenos, ridicat pe acropola Atenei, capodoperă a arhitecturii grecești. Construirea sa a început în 447 î. Hr., moment în care Imperiul Atenian era la apogeu. A fost terminat în 438 î. Hr., chiar dacă decorarea a continuat până în 432 î. Hr.. Este cea mai importantă clădire a Greciei clasice, fiind considerat zenitul ordinului doric. Sculpturile cu care este decorat reprezintă apogeul artei grecești. Partenonul mai este și un simbol al Greciei Antice, democrației ateniene și al Civilizației vestice, fiind și unul dintre cele mai importante monumente ale lumii.

## Etimologie
Originea numelui Partenonului provine din cuvântul grecesc παρθενών (parthenon), care însemna „apartament al unor femei necăsătorite”, iar în cazul Partenonului pare că era folosit prima dată pentru o anumită încăpere a templului; s-a dezbătut care încăpere e și modul în care și-a dobândit numele.

## Proiectare și construcție
Partenonul a fost construit din inițiativa lui Pericle, între anii 447 î.Hr. și 432 î.Hr.
Este opera lui Phidias, asistat de arhitecții Ictinos și Callicrate și de sculptorii Agoracritos și Alcamene.

## Descriere
Partenonul este un templu în stil doric, alcătuit dintr-o "cella", în care era păstrată statuia zeiței Atena, din pronaos și "opistodom" (tezaur), întregul edificiu fiind înconjurat de coloane.
Construit din marmură de Pentelic, Partenonul era bogat decorat cu reliefuri realizate de Fidias și de colaboratorii săi.
Statuia zeiței, opera lui Phidias, înaltă de 12 m., era realizată din aur și din fildeș; frontonul de răsărit reprezenta nașterea Atenei, iar cel de apus disputa dintre Poseidon și Atena pentru stăpânirea Aticii.
Metopele înfățișează lupta zeilor cu titanii, lupta dintre lapiți și centauri și luptele atenienilor cu amazoanele.
În interiorul "cellei", o lungă friză reprezintă procesiunea panateneelor.
Cele mai multe din sculpturile Partenonului se păstrează azi la British Museum.